# Eleições estaduais em Alagoas em 1986
As eleições estaduais em Alagoas em 1986 ocorreram em 15 de novembro, assim como as eleições no Distrito Federal em 23 estados e nos territórios federais do Amapá e Roraima. Foram eleitos o governador Fernando Collor, o vice-governador Moacir Andrade e os senadores Divaldo Suruagy e Teotônio Vilela Filho, além de nove deputados federais e vinte e sete deputados estaduais.
O novo governador de Alagoas é economista formado pela Universidade Federal de Alagoas em 1972, presidiu o CSA e além disso é jornalista e empresário tendo sob seu comando as Organizações Arnon de Mello, assim batizadas em honra ao seu pai de quem herdou o tino político. A vida pública de Fernando Collor teve início na ARENA sendo nomeado prefeito de Maceió em 1979 pelo governador Guilherme Palmeira e após deixar o cargo foi eleito deputado federal pelo PDS em 1982. Em Brasília votou a favor da Emenda Dante de Oliveira e escolheu Paulo Maluf no Colégio Eleitoral em 1985, o que não impediu seu ingresso no PMDB e sua vitória sobre Guilherme Palmeira na disputa pelo Palácio República dos Palmares.
Iniciado em 15 de março de 1987, o governo Fernando Collor ganhou projeção nacional graças aos discursos anticorrupção e o combate que seu titular afirmava empreender contra as mordomias e os altos salários de alguns servidores e funcionários públicos chamados de marajás além da oposição feita ao presidente José Sarney e a defesa de apenas quatro anos de mandato para o mesmo, embora ambos fossem do PMDB e tivessem origem política nos partidos que sustentaram o Regime Militar de 1964. Com base nessa plataforma renunciou em 14 de maio de 1989 para candidatar-se à Presidência da República pelo PRN e entregou o governo a Moacir Andrade. Após sete meses de campanha, Fernando Collor foi eleito presidente da República em segundo turno ao vencer o deputado federal Luiz Inácio Lula da Silva (PT) com base num programa neoliberal antecedido por um plano econômico. Desgastado pela hiperinflação e por denúncias de corrupção o Governo Collor chegou ao fim em 29 de dezembro de 1992 após um processo de impeachment que afastou Fernando Collor da política até o início do Século XXI.

## Resultado da eleição para governador
Segundo o Tribunal Regional Eleitoral houve 112.056 votos em branco (12,37%) e 36.023 votos nulos (3,98%), calculados sobre o comparecimento de 905.630 eleitores com os 757.551 votos nominais assim distribuídos:
| Candidatos a governador do estado | Candidatos a vice-governador | Número | Coligação                                       | Votação | Percentual |
| --------------------------------- | ---------------------------- | ------ | ----------------------------------------------- | ------- | ---------- |
| Fernando Collor PMDB              | Moacir Andrade PMDB          | 15     | Mudança e Renovação (PMDB, PCdoB, PJ, PTB, PSC) | 400.246 | 52,83%     |
| Guilherme Palmeira PFL            | Nelson Costa PDS             | 25     | Aliança Liberal Cristã (PFL, PDS, PDC)          | 327.232 | 43,20%     |
| Ronaldo Lessa PSB                 | Paulo Onofre de Araújo PDT   | 40     | Frente Popular (PSB, PDT, PT, PCB, PL)          | 30.073  | 3,97%      |
| Fontes:                           |                              |        |                                                 |         |            |

## Resultado da eleição para senador
Conforme o Tribunal Superior Eleitoral, foram apurados 1.174.759 votos nominais.
| Candidatos a senador da República | Candidatos a suplente de senador                        | Número | Coligação                                       | Votação | Percentual |
| --------------------------------- | ------------------------------------------------------- | ------ | ----------------------------------------------- | ------- | ---------- |
| Divaldo Suruagy PFL               | Carlos Lyra PFL José Valdomiro Mota PFL                 | -      | Aliança Liberal Cristã (PFL, PDS, PDC)          | 334.137 | 28,44%     |
| Teotônio Vilela Filho PMDB        | João do Nascimento Silva PMDB                           | -      | Mudança e Renovação (PMDB, PCdoB, PJ, PTB, PSC) | 298.185 | 25,38%     |
| Mendonça Neto PMDB                | José Romariz Sobrinho PMDB                              | -      | Mudança e Renovação (PMDB, PCdoB, PJ, PTB, PSC) | 202.428 | 17,23%     |
| João Lyra PMDB                    | Jurandir Boia PMDB                                      | -      | Mudança e Renovação (PMDB, PCdoB, PJ, PTB, PSC) | 121.709 | 10,36%     |
| Luiz Gonzaga Mendes de Barros PFL | -                                                       | -      | Aliança Liberal Cristã (PFL, PDS, PDC)          | 70.555  | 6,01%      |
| João Ferreira Azevedo PFL         | -                                                       | -      | Aliança Liberal Cristã (PFL, PDS, PDC)          | 61.324  | 5,22%      |
| Rubens Vilar PMDB                 | Maria Aparecida da Silva Pereira PMDB                   | -      | Mudança e Renovação (PMDB, PCdoB, PJ, PTB, PSC) | 34.719  | 2,96%      |
| Lauro Farias PL                   | Hélio Ferreira de Araújo PL Djalma Saldanha da Silva PL | -      | Frente Popular (PSB, PDT, PT, PCB, PL)          | 26.531  | 2,26%      |
| João Vicente Freitas Neto PCB     | Laudo Leite Braga PCB Rubens Colaço Rodrigues PCB       | -      | Frente Popular (PSB, PDT, PT, PCB, PL)          | 25.171  | 2,14%      |
| Fontes:                           |                                                         |        |                                                 |         |            |

## Deputados federais eleitos
São relacionados os candidatos eleitos com informações complementares da Câmara dos Deputados.

Representação eleita
  PMDB: 4
  PFL: 4
  PTB: 1

| Deputados federais eleitos | Partido | Votação | Percentual | Cidade onde nasceu  | Unidade federativa |
| José Thomaz Nonô           | PFL     | 94.526  | 27,86%     | Maceió              | Alagoas            |
| Renan Calheiros            | PMDB    | 54.888  | 16,18%     | Murici              | Alagoas            |
| José Costa                 | PMDB    | 46.199  | 13,62%     | Palmeira dos Índios | Alagoas            |
| Roberto Torres             | PTB     | 32.933  | 9,70%      | Água Branca         | Alagoas            |
| Geraldo Bulhões            | PMDB    | 27.441  | 8,09%      | Santana do Ipanema  | Alagoas            |
| Albérico Cordeiro          | PFL     | 24.668  | 7,27%      | Pilar               | Alagoas            |
| Antônio Ferreira           | PFL     | 21.080  | 6,21%      | Desterro            | Paraíba            |
| Eduardo Bonfim             | PMDB    | 20.978  | 6,18%      | Maceió              | Alagoas            |
| Vinicius Cansanção         | PFL     | 16.481  | 4,85%      | Pilar               | Alagoas            |
| Fontes:                    |         |         |            |                     |                    |

## Deputados estaduais eleitos
A Assembleia Legislativa de Alagoas possuía 27 vagas.

Representação eleita
  PFL: 10
  PMDB: 7
  PTB: 6
  PDT: 3
  PSB: 1

| Deputados estaduais eleitos | Partido | Votação | Percentual | Cidade onde nasceu    | Unidade federativa |
| Sabino Romariz              | PDT     | 34.785  |            | Maceió                | Alagoas            |
| Antônio Holanda Costa       | PMDB    | 16.679  |            | União dos Palmares    | Alagoas            |
| Manuel Gomes de Barros      | PFL     | 15.597  |            | União dos Palmares    | Alagoas            |
| José Bernardes Neto         | PFL     | 13.819  |            | Atalaia               | Alagoas            |
| Antônio Guedes Amaral       | PTB     | 13.491  |            | Major Izidoro         | Alagoas            |
| Oscar Fontes Lima           | PTB     | 13.483  |            | Maceió                | Alagoas            |
| César Malta                 | PFL     | 12.676  |            | Maceió                | Alagoas            |
| Benedito de Lira            | PFL     | 12.484  |            | Junqueiro             | Alagoas            |
| José Humberto Vilar Torres  | PMDB    | 12.145  |            | Água Branca           | Alagoas            |
| Emílio Silva                | PTB     | 11.366  |            | Palmeira dos Índios   | Alagoas            |
| Dilton Falcão Simões        | PMDB    | 10.782  |            | Maceió                | Alagoas            |
| João Leão de Melo           | PFL     | 10.719  |            | Arapiraca             | Alagoas            |
| José Medeiros               | PTB     | 10.621  |            |                       | Alagoas            |
| Edival Vieira Gaia          | PFL     | 10.223  |            | Igaci                 | Alagoas            |
| Elísio Sávio                | PFL     | 9.702   |            | Pão de Açúcar         | Alagoas            |
| José Bandeira de Medeiros   | PFL     | 9.179   |            | Delmiro Gouveia       | Alagoas            |
| Diney Soares Torres         | PFL     | 8.981   |            | São Miguel dos Campos | Alagoas            |
| José Duarte Marques         | PTB     | 8.879   |            | Coruripe              | Alagoas            |
| Nenoi Pinto Araújo          | PFL     | 8.868   |            | Santana do Ipanema    | Alagoas            |
| Cleto Falcão                | PMDB    | 8.335   |            | Recife                | Pernambuco         |
| Manoel Pereira Filho        | PTB     | 8.331   |            | Arapiraca             | Alagoas            |
| Francisco de Mello          | PMDB    | 8.314   |            | Craíbas               | Alagoas            |
| Ismael Pereira              | PMDB    | 7.615   |            | Capela                | Sergipe            |
| Afrânio Vergetti            | PMDB    | 6.783   |            | União dos Palmares    | Alagoas            |
| João Barbosa Neto           | PSB     | 6.405   |            | Rio Largo             | Alagoas            |
| Manoel Lins Pinheiro        | PDT     | 4.722   |            | Marechal Deodoro      | Alagoas            |
| José Augusto Filho          | PDT     | 3.986   |            | Coruripe              | Alagoas            |
| Fontes:                     |         |         |            |                       |                    |